# Pogrom de Tripoli de 1967
Pour les articles homonymes, voir Pogrom de Tripoli.
Le pogrom de Tripoli de 1967 est un pogrom ayant eu lieu en juin 1967 dans la ville libyenne de Tripoli. Il a conduit à l'exil de la quasi totalité des Juifs libyens hors de Libye.

## Les évènements
Deux pogroms majeurs ont eu lieu en Libye avant les émeutes de 1967 : l'un en 1945, qui a fait plus de 140 morts, et l'autre en 1948, qui a tué 14 personnes,. L'émeute de 1967 éclate en réponse à la guerre des Six Jours entre Israël et le monde arabe,. Les dirigeants arabes, en particulier Gamal Abdel Nasser, diffusent des déclarations publiques appelant à la destruction d'Israël et soutenant la cause arabe.
Dans la nuit du 5 juin 1967, le jour même où la guerre commence, une foule de centaines de Libyens musulmans attaque des maisons et des commerces juifs dans le quartier juif de la ville, incendiant la synagogue Bet-El,. Les émeutiers attaquent et incendient des maisons, des magasins et des voitures juifs, en plus de piller les propriétés juives. Un survivant se rappelle en 2017 qu'on lui avait dit que des émeutiers avaient, à un moment, mis le feu à un pneu et l'avaient jeté dans un magasin. De tous les biens juifs, publics et privés, 60 % sont détruits.
Le roi Idris de Libye réagit en ordonnant à la police secrète d'évacuer la population juive, transportant 3 000 Juifs dans une ancienne base militaire britannique dans le désert libyen. Un groupe d'émeutiers réussit à se déguiser en policiers pendant cette opération, parvenant à kidnapper et à tuer neuf membres de la famille Luzon, dont deux parents et sept enfants. Le personnel et les travailleurs de la compagnie aérienne italienne Alitalia réagissent également en protégeant les Juifs qui s'étaient réfugiés à l'aéroport pour leur sécurité. Le personnel repousse les émeutiers et distribue de nombreux billets d'avion aux Juifs. Les efforts d'Alitalia sont assistés par le grand rabbin de Rome, Elio Toaff, et le gouvernement italien.
Au total, 18 Juifs sont tués lors du pogrom et au moins 25 blessés,.
Le pogrom est le coup de grâce pour l'histoire des Juifs en Libye. 4 100 Juifs parviennent à fuir le pays pour l'Italie, dont 2 500 arrivent à Rome via Alitalia,. Après la prise de pouvoir de Mouammar Kadhafi lors du coup d'État de 1969, il ordonne une campagne de persécution contre la minorité juive de son pays, ce qui conduit les 100 derniers Juifs à fuir le pays.